# 地下氣象員
地下氣象組織（英語：Weather Underground Organization，缩写WUO），简称地下气象员，通常被大众俗称為氣象员（英語：Weathermen），是美國的一個極左派組織，1969年由反越戰組織學生爭取民主社會中的激進派分裂出來，目標是以秘密暴力革命推翻美國政府。该组织在1970年代进行过一系列针对美国政府的炸弹袭击，但主要是以毁坏财产为目的，每次袭击前都会事先放出明确的警告以避免人员伤亡。該組織并曾策划暴动和劫狱等事件。

## 歷史
氣象員源於學生爭取民主社會中一支稱為革命青年運動的派系，成立於1969年，宗旨是創立祕密革命黨以暴力推翻美國政府，建立無產階級專政以實現共產主義。其名稱來自于歌手鮑勃·迪倫的歌曲《地下乡愁蓝调》（Subterranean Homesick Blues）的一句歌詞：「你不需要氣象員也知道風向哪里吹。」（You don't need a weatherman to know which way the wind blows.）他們號召組建「白人戰鬥力量」與「黑人解放運動」聯合，和其它激進運動一起達成摧毀美帝國主義的目標，并最终建立一個無階級的共產主義世界。
气象员属于美国1960年代反文化运动下新左翼极端激进派的产物，带有当时美国黑人权力和新共产主义运动的特征。该组织反對種族歧視和越戰，認為惟有把戰爭帶到美國本土上，才能讓美國人民了解其政府在國外犯下的罪行。在紀錄片《地下氣象人》（Weather Underground）中，當時的成員表示：「在一個暴力的時代，看著你的國家在別人的土地屠殺無辜的人民，如果什麼也不做，只是繼續享受你的中產階級舒適，這本身就是一種暴力的行動」。
從1969年到1970年代中期，地下氣象員以發動多起爆炸案、暴動和劫獄著名。他們在1969年10月8日在芝加哥進行了第一次公眾示威活動——復仇之日，并最终演变成暴動。1970年代，地下氣象員向美國政府「宣戰」并开始炸弹袭击，攻擊目標大多數是政府建築和一些銀行。他們一般在爆炸之前會提前警告讓人員撤離，並發佈抗議事因。例如1971年3月1日攻擊美國國會大廈為「抗議美國入侵寮國」、1972年5月19日攻擊五角大廈為「報復美國轟炸河內」、1975年1月29日攻擊美國國務院是為抗議「在越南的戰事擴大」等等。
地下氣象員在1973年美國從越南撤軍后开始衰败，部分成員參加了其它組織，亦有部分成員繼續犯罪活動而被捕。该组织在1977年解散。